# Kang Zhang

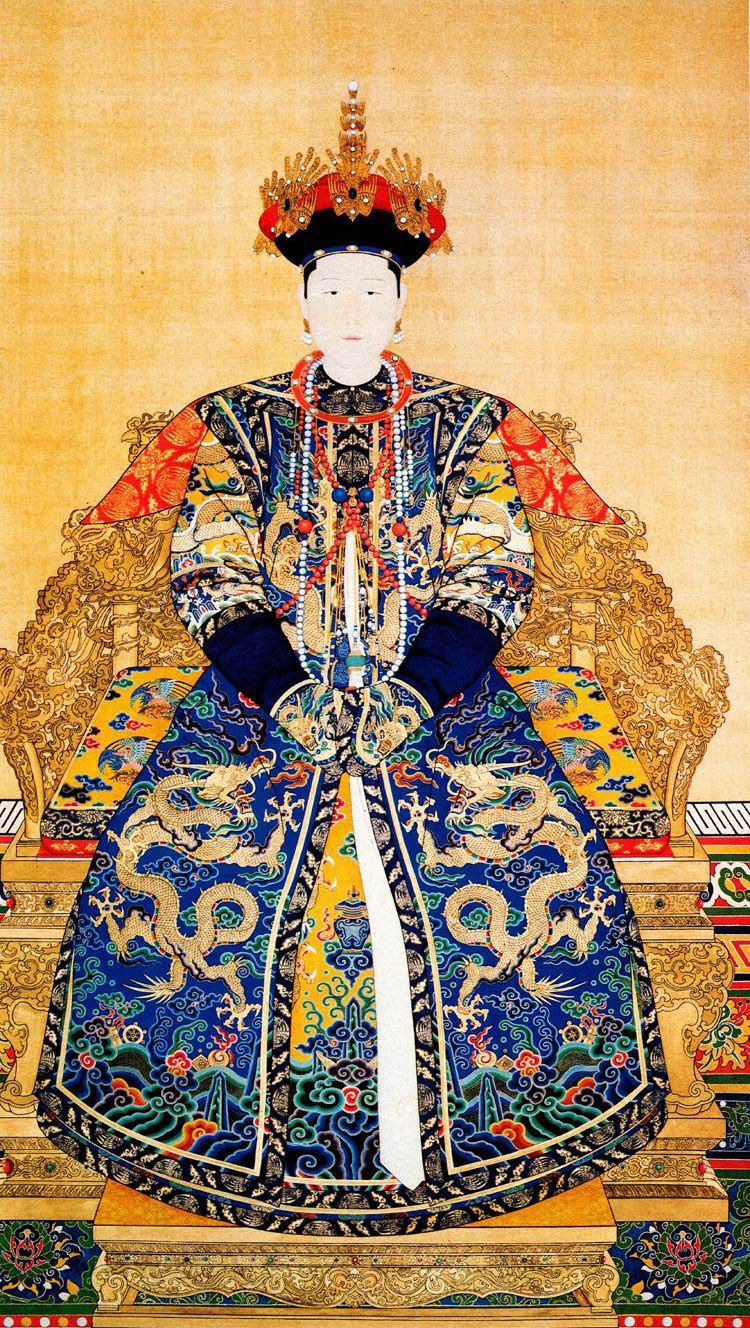
Kang Zhang

Kang Zhang av Tunggiya-klanen, född 1640, död 1663, var en kinesisk änkekejsarinna under Qingdynastin. Hon var gift med Shunzhi-kejsaren och mor till Kangxi-kejsaren.
Kang Zhang var inte manchu utan av hankinesiskt ursprung. Hon var ursprungligen en av kejsarens många hustrur med titeln "Kejserlig Gemål", men fick titeln "Ädel Gemål" då hon födde en tronarvinge 1654. Hon var inte kejsarinna under makens levnad, men då hennes son blev kejsare 1661 fick hon titeln änkekejsarinna i egenskap av kejsarmoder. Hon avled i en okänd sjukdom. Efter sin död fick hon postumt titeln kejsarinna.  